# 132 (getal)
132 is het natuurlijke getal volgend op 131 en voorgaand aan 133.

## In de wiskunde
Honderdtweeëndertig is:
- het zesde Catalan-getal.
- een getal waarvan men alle combinaties van twee nummers uit het getal 132 kan nemen en deze vervolgens bij elkaar kan optellen om tot de som 132 te komen. Dus 12 + 13 + 21 + 23 + 31 + 32 = 132.
- een Harshadgetal deelbaar door de som van decimale getallen.

## Overig
Honderdtweeëndertig is ook:
- het jaar A.D. 132.
- het jaar 132 v.Chr.
- het alarmnummer in Chili.
- Een waarde uit de E-reeks E192